# Escondeaux
Escondeaux is een gemeente in het Franse departement Hautes-Pyrénées (regio Occitanie) en telt 212 inwoners (1999). De plaats maakt deel uit van het arrondissement Tarbes.

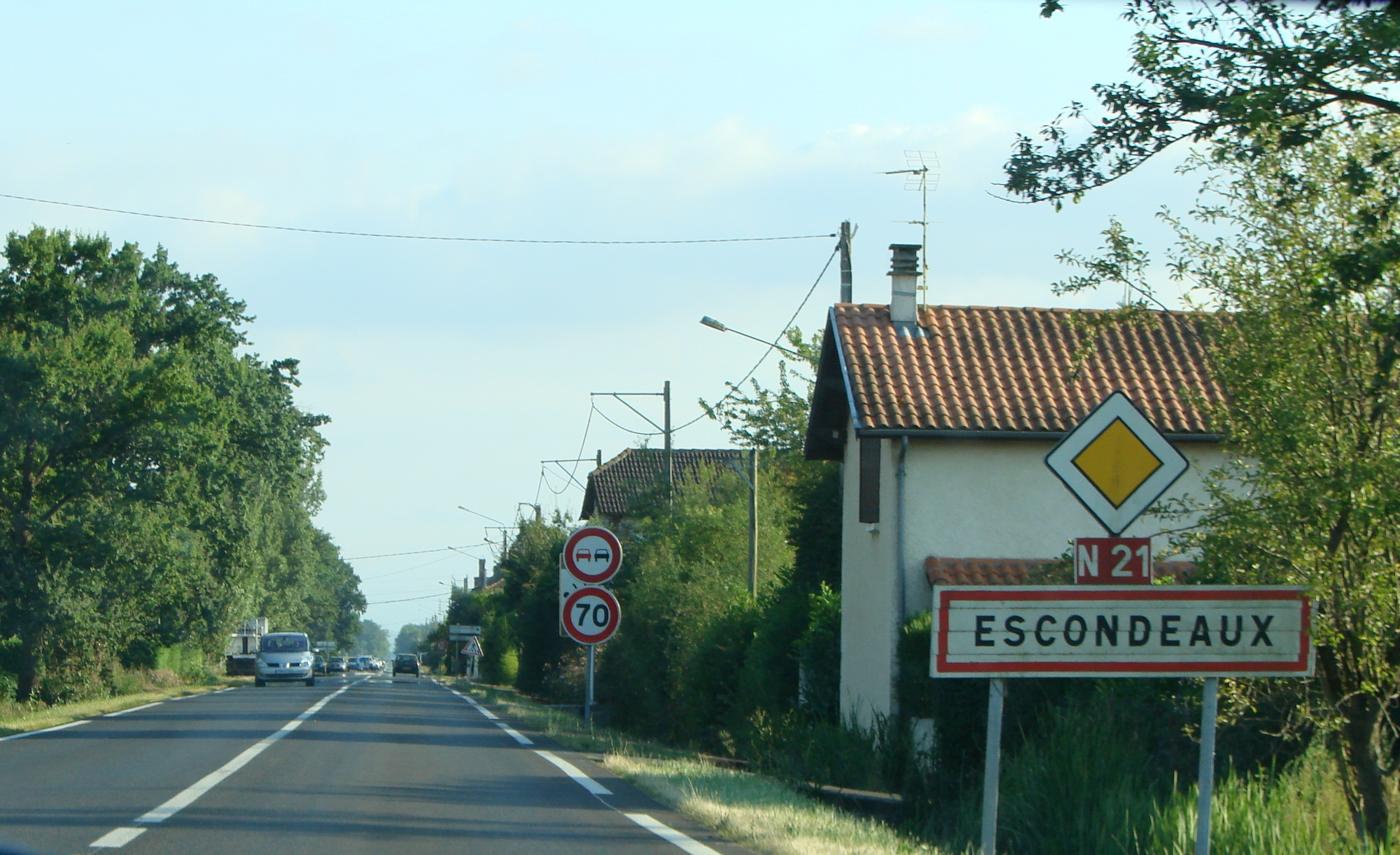
Ingang dorp

## Geografie
De oppervlakte van Escondeaux bedraagt 3,8 km², de bevolkingsdichtheid is 55,8 inwoners per km².

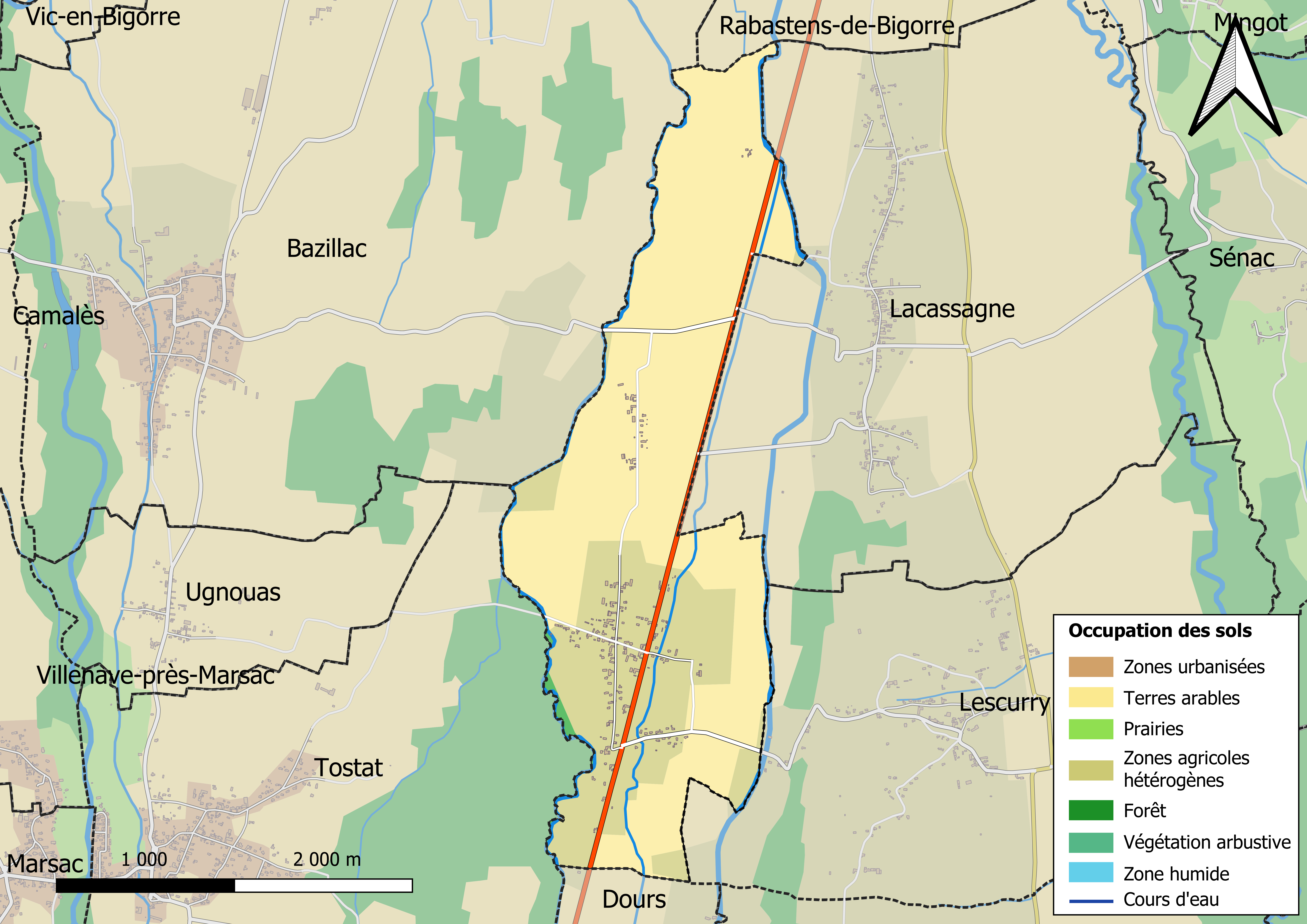
Kaart van de gemeente met belangrijkste infrastructuur, bodemgebruik en omliggende gemeenten

## Demografie
Onderstaande figuur toont het verloop van het inwonertal (bron: INSEE-tellingen).